# Melba Ruffo
Melba Ruffo, o Melba Ruffo di Calabria, nata Melba Vicens Bello (Santo Domingo, 10 maggio 1963), è un'attrice, ex modella e conduttrice televisiva dominicana.

## Biografia
Nel 1985 Melba Ruffo rappresenta il suo paese, la Repubblica Dominicana, alla finale del noto concorso di bellezza Miss Universo. Successivamente intraprende la carriera di modella. Arriva in Italia nel 1989 come addetta culturale dell'UNESCO, in occasione dei festeggiamenti per i cinquecento anni dall'atto iniziale della scoperta dell'America. Qui conosce Fulco Ruffo di Calabria, nipote di Paola, Regina del Belgio. Le nozze col principe italiano le fanno acquisire un'immediata popolarità che la porta a partecipare come ospite in numerose trasmissioni televisive, come Harem, Mezzanotte e dintorni, Partita doppia e La più bella sei tu.
La prima esperienza da conduttrice risale al 1993 quando presenta uno spettacolo in diretta su Rai 2, dedicato alla danza spagnola: Noche del flamenco. Dal 1993, per tre anni, conduce su Telemontecarlo, con Luciano Rispoli, il talk-show quotidiano, Tappeto volante. Terminata l'esperienza con Telemontecarlo passa alla Rai dove conduce dapprima Unomattina estate al fianco di Amedeo Goria e successivamente Unomattina (edizione 1997) insieme al giornalista Stefano Ziantoni. Nel 1994 viene nominata dal governo del suo paese consigliere della delegazione permanente della Repubblica Dominicana presso la FAO. Nel 1997 è la testimonial della linea di gioielleria I Maestri con le foto di Gaetano Mansi. 
Presenta inoltre eventi e manifestazioni quali la Commemorazione del cinquantesimo anniversario della Repubblica Italiana, con Bruno Vespa, lo spettacolo in mondovisione Antologia del flamenco, speciali televisivi su Rai 1 e Rai 2, serate di premiazione e concerti sinfonici. Nel 1998 presenta Il paese delle meraviglie con Pippo Franco e Miss Italia nel mondo con Carlo Conti. Nello stesso anno per la televisione spagnola conduce il varietà La llamada de la suerte, ¿Qué apostamos? al fianco di Ramón García. Anche nel 1999 è alla conduzione di Miss Italia nel mondo.
Dopo il divorzio dal marito Fulco Ruffo, sposa in seconde nozze a Santo Domingo, sua città natale, nel 2002, Manuel Garcia Duran, manager dell'alta finanza spagnola dal quale divorzierà nel 2015. Nel 2006 partecipa a Buon pomeriggio come corrispondente da New York per il programma di Maurizio Costanzo. Nel cinema fa parte del cast di La famiglia Ricordi film del 1995 di Mauro Bolognini e de Il conte di Melissa di Maurizio Anania (2001). Nel 1998 presta la voce a Bubulina personaggio del cartone animato La gabbianella e il gatto di Enzo D'Alò. Nel febbraio 2010 è tornata sugli schermi della tv italiana, conducendo Italia segreta su Dove TV. Vive a Venezia insieme al compagno Massimo Losio, fondatore di Technogel e si dedica alla pittura e alla poesia.

## Filmografia

### Attrice
- College – serie TV, episodio 1x11 (1989)
- La famiglia Ricordi, regia di Mauro Bolognini – miniserie TV (1995)
- Professione fantasma, regia di Vittorio De Sisti – miniserie TV, episodio Questione di soldi (1998)
- Il conte di Melissa, regia di Maurizio Anania (2000)
- Il procuratore, regia di Danilo Massi (2000)

### Doppiatrice
- Bubulina in La gabbianella e il gatto

## Programmi televisivi
- Serata d'amore (Rai 2, 1993)
- Noche de Flamenco (Rai 2, 1993)
- Tappeto volante (Telemontecarlo, 1993-1996)
- Le mille e una notte del Tappeto volante (Telemontecarlo, 1994)
- Sogni d'estate (Telemontecarlo, 1995)
- Unomattina estate (Rai 1, 1996)
- Unomattina - Di che segno siamo? (Rai 1, 1996)
- Unomattina (Rai 1, 1997)
- Tornare a Sorrento - Il Paese delle Sirene (Rai 1, 1997)
- Musica Maestro (Rete 4, 1997)
- Il paese delle meraviglie (Rai 1, 1998)
- Sulle ali di un'estate (Rai 1, 1998)
- Un giono a casa di... (1998)
- Miss Italia nel mondo (Rai 1, 1998-1999)
- Mezzanotte, angeli in piazza (Rai 1, 1998-1999)
- La notte delle muse (Canale 5, 1999)
- I colori di Napoli (Rai 1, 1999)
- Millennium - La notte del 2000 (Rai 1, 1999-2000)
- Buon pomeriggio (Canale 5, 2006) inviata